# Maus-Mammatumorvirus

Genomkarte der Gattung Betaretrovirus

Das Maus-Mammatumorvirus (MMTV) (engl. mouse mammary tumor virus) ist ein Retrovirus, das bei bestimmten Maus-Stämmen Tumoren der Brustdrüsen (Mammatumoren) auslösen kann.

## Entdeckung von MMTV – der „Muttermilch-Faktor“
Das Virus wurde erstmals 1936 von John Joseph Bittner am Roscoe B. Jackson Memorial Laboratory in Bar Harbor, Maine, beschrieben. In den vorangegangenen Jahren waren durch wiederholte Inzucht Labor-Mausstämme gezüchtet worden, die eine sehr hohe Inzidenz von Mammatumoren hatten, insbesondere die C3H-Maus-Linie. Auffällig war dabei, dass die Veranlagung zur Entwicklung von Mammatumoren praktisch ausschließlich über die mütterliche Linie übertragen wurde. Wenn eine weibliche Maus aus einem „gesunden“ Labor-Maus-Stamm (ohne gehäufte Mammatumoren) mit einer männlichen C3H-Maus gekreuzt wurde, hatten die Nachkommen kaum Mammatumoren, während im umgekehrten Fall (weibliche C3H-Maus, männliche „gesunde“ Maus) fast 100 % der Nachkommen Mammatumoren entwickelten.

Die wesentliche Erkenntnis von Bittner und Mitarbeitern bestand darin, dass sie entdeckten, dass der Grund hierfür ein Faktor in der Muttermilch war. Wurden die Nachkommen nämlich nicht über die Muttermilch von C3H-Mäusen ernährt, blieben sie gesund. Offensichtlich wurde über die Muttermilch ein krankheitsauslösendes Agens weitergegeben. Dieses Agens wurde zunächst als „the milk influence“ oder „the milk factor“ umschrieben, da zunächst nicht klar war, worum es sich genau handelte.
Elektronenmikroskopisch wurde das Virus erstmals Ende der 40er Jahre beschrieben. Die vollständige Nukleotidsequenz wurde erst in den 80er Jahren aufgeklärt.

## Taxonomie
Taxonomisch zählt das MMTV zur Familie der Retroviren und zur Gattung der Betaretroviren.

## Krankheitsbild und Molekularbiologie
Das MMTV verursacht Tumoren der Brustdrüse bei bestimmten Mausstämmen. Diese Tumoren können eine erhebliche Größe erreichen. Sie zeigen aber nicht die Tendenz zur Metastasierung. Daher ist die Bezeichnung „Brustkrebs“ eigentlich nicht angemessen. Auch histologisch entsprechen die Tumoren eher einer Brustdrüsen-Hyperplasie, als einem Karzinom. Gelegentlich kann MMTV auch zu T-Zell-Lymphomen bei infizierten Mäusen führen.
MMTV fördert die Entstehung von Tumoren, indem es sich in die Nähe von Onkogenen im Genom der Maus integriert („Insertions-Mutagenese“). Dadurch geraten diese Onkogene unter die Kontrollen von Steuersequenzen des Virus im Bereich der sogenannten long terminal repeats (LTR) und werden dauerhaft unkontrolliert aktiviert. MMTV verfügt außerdem noch über ein spezielles Gen (sag), das als Superantigen wirkt und indirekt die Vermehrung der virusinfizierten Zelle fördert. Von Interesse ist auch der Umstand, dass die long terminal repeats in ihrer Aktivität stark von Sexualhormonen und anderen Steroiden beeinflusst werden.
MMTV kann sich nur ausbreiten, wenn eine bestimmte Bakterienflora vorhanden ist. MMTV benötigt spezielle bakterielle Lipopolysaccharide, um vom Toll-like-Rezeptor 4 (TLR-4) gebunden und in die Zelle aufgenommen zu werden. MMTV ist damit das erste Retrovirus, von dem der Nachweis erbracht wurde, dass es spezielle Bakterien für die Infektion benötigt.

## Bedeutung für die Forschung
Wie oben schon erwähnt eignen sich die MMTV-induzierten Maus-Mammatumoren nur eingeschränkt als Tier-Modelle für den menschlichen Brustkrebs.
Die MMTV-long terminal repeats können dazu benutzt werden, um bestimmte Gene in Maus-Brustdrüsenzellen „anzuschalten“, z. B. in rekombinanten Retroviren oder transgenen Mäusen, die als Tiermodelle in der Brustkrebsforschung Verwendung finden.
Mehrere Forschergruppen berichteten über Spuren eines möglichen Brustkrebsvirus aus Präparaten von menschlichen Brustkrebspatientinnen. Die Bedeutung dieser Befunde ist jedoch umstritten. Eine Beteiligung des Maus-Mammatumorvirus MMTV an menschlichem Brustkrebs erscheint aufgrund der bisher vorliegenden Daten wenig wahrscheinlich, obwohl MMTV in humaner Zellkultur sehr effizient menschliche Brustdrüsen-Epithelzellen infizieren kann.